# Louvigné-du-Désert
Louvigné-du-Désert (bret. Louvigneg-an-Dezerzh) – miejscowość i gmina we Francji, w regionie Bretania, w departamencie Ille-et-Vilaine.
Według danych na rok 1990 gminę zamieszkiwało 4260 osób, a gęstość zaludnienia wynosiła 102 osoby/km² (wśród 1269 gmin Bretanii Louvigné-du-Désert plasuje się na 108. miejscu pod względem liczby ludności, natomiast pod względem powierzchni na miejscu 125.).